# کارل اشمیت
کارل اشمیت (به آلمانی: Carl Schmitt) (زادهٔ ۱۱ ژوئیهٔ ۱۸۸۸ در پلتنبرگ آلمان — درگذشتهٔ ۷ آوریل ۱۹۸۵ در پلتنبرگ) حقوق‌دان، فیلسوف کاتولیک، نظریه‌پرداز سیاسی و استاد حقوق آلمانی بود. اشمیت در نظریه سیاسی و حقوقی قرن بیستم چهرهٔ مهمی بود و مکتوبات زیادی دربارهٔ استفاده از قدرت سیاسی دارد. کار او أثر عمده‌ای بر نظریهٔ سیاسی، نظریهٔ حقوقی، فلسفهٔ قاره‌ای و الهیات سیاسی پس از وی در سدهٔ بیستم و بعدتر گذاشت. بیش‌تر آثار وی در توجیه فاشیسم و علیه دموکراسی لیبرال است.
کار اشمیت مورد توجه فلاسفه و نظریه پردازان سیاسی متعددی از جمله والتر بنیامین، لئو اشتراوس، یورگن هابرماس، فریدریش هایک، ژاک دریدا، هانا آرنت، جورجو آگامبن، آنتونیو نگری و اسلاووی ژیژک و بسیاری دیگر قرار گرفته‌است. بسیاری از آثار وی امروزه درهم اثرگذار و هم پرتو ارتباط وی با ناسیونال سوسیالیسم مناقشه‌برانگیز مانده‌اند.
وی آثار متعددی دارد که بر فلسفهٔ سیاسی سدهٔ بیستم و بعد از آن مؤثر بوده‌است. در نظر اشمیت، سیاست چیزی نیست مگر تصمیم‌گیری فرد حاکم در وضعیت استثنایی؛ یا به عبارت دیگر، کنش ترسیم یک مرز در فضای استثنایی برخاسته از تعلیق هرگونه قانون به قصد مشخص‌ساختن قلمرو حاکمیت و ایجاد تمایز میان درون و برون، خودی و غیرخودی، و نهایتاً دوست و دشمن. از این‌رو، گردآوردن گروهی از آدمیان در قالب یک گروه یا ملت واجد حاکمیت سیاسی در تقابل با سایر گروه‌ها، و (امکان) وقوع جنگ، مضمون اصلی مفهوم امر سیاسی است. وی برآن است که همان‌طور که اخلاق به خیر و شر، زیبایی‌شناسی و هنر به زیبا و زشت، اقتصاد به سود و زیان می‌پردازد، سیاست نیز به «دوست» و «دشمن» می‌پردازد. سیاست به حوزهٔ خاصی از فعالیت انسان مربوط نیست… گروه‌بندی واقعی دوست-دشمن بنا به ماهیت خود چنان قوی و قاطع است که جای معیارها و انگیزه‌های تاکنون خالصاً دینی، خالصاً اقتصادی، خالصاً فرهنگی را می‌گیرد.

## آثار

### دیکتاتوری
کارل اشمیت در مقاله‌اش Die Diktatur (دیکتاتوری)، به بررسی بنیادهای جمهوری جدیدالتأسیس وایمار پرداخت و بر مقام رئیس‌جمهور آلمان تأکید کرد. در این مقاله، اشمیت عناصر مؤثر و غیرمؤثر قانون اساسی جدید کشورش را مقایسه کرد. او مقام رئیس‌جمهور را به‌عنوان یک عنصر نسبتاً مؤثر دید، به‌دلیل قدرت اعطاشده به رئیس‌جمهور برای اعلام وضعیت استثنایی (Ausnahmezustand). 
اشمیت تلاش کرد تا آنچه را که به عنوان یک تابو در اطراف مفهوم دیکتاتوری می‌دید، حذف کند و نشان دهد که این مفهوم هر زمان که قدرت به طرقی غیر از فرآیندهای کند سیاست پارلمانی و بوروکراسی اعمال شود، ضروری است:
اگر قانون اساسی یک دولت دموکراتیک باشد، پس هر نفی استثنایی از اصول دموکراتیک، هر اعمال قدرت دولتی مستقل از تأیید اکثریت، می‌تواند دیکتاتوری نامیده شود.
برای اشمیت، هر دولتی که قادر به اقدام قاطع باشد، باید یک عنصر دیکتاتوری را در قانون اساسی خود شامل شود. اگرچه مفهوم آلمانی Ausnahmezustand بهترین ترجمه‌اش "وضعیت اضطراری" است، اما به معنای واقعی وضعیت استثنایی است که به گفته اشمیت، قدرت اجرایی را از هرگونه محدودیت قانونی که معمولاً اعمال می‌شود، آزاد می‌کند. استفاده از اصطلاح "استثنایی" در اینجا باید تأکید شود: اشمیت حاکمیت را به‌عنوان قدرت تصمیم‌گیری برای آغاز وضعیت استثنایی تعریف می‌کند، همان‌طور که جورجیو آگامبن به آن اشاره کرده است. به گفته آگامبن، مفهوم‌سازی اشمیت از "وضعیت استثنایی" به عنوان بخشی از مفهوم مرکزی حاکمیت، پاسخی به مفهوم "خشونت خالص" یا "انقلابی" والتر بنیامین بود که هیچ ارتباطی با حق نداشت. از طریق وضعیت استثنایی، اشمیت همه انواع خشونت را تحت حق گنجاند.

### الهیات سیاسی
مقاله «دیکتاتوری» با مقاله دیگری در سال ۱۹۲۲ به نام Politische Theologie (الهیات سیاسی) دنبال شد؛ در آن اشمیت نظریات اقتدارگرایانه‌اش را با تعریف معروفش تقویت می‌کند: "حاکم کسی است که در مورد استثنا تصمیم می‌گیرد." اشمیت با "استثنا"، خروج از حاکمیت قانون تحت دکترین وضعیت استثنایی (Ausnahmezustand) را که او برای مدیریت یک بحران معرفی کرده است، تعریف می‌کند، که او به طور کلی به عنوان "موردی از خطر شدید، تهدیدی برای وجود دولت، یا مشابه آن" تعریف می‌کند. به همین دلیل، "استثنا" برای اشمیت به عنوان یک "مفهوم مرزی" درک می‌شود زیرا در حوزه نظم قانونی عادی نیست. اشمیت این تعریف از حاکمیت را با تعاریف ارائه شده توسط نظریه‌پردازان معاصر در این زمینه، به ویژه هانس کلسن، که در چندین نقطه در مقاله نقد شده است، مخالف می‌داند. وضعیت استثنایی یک نقد به "نرمالیسم"، یک مفهوم حقوق‌گرایانه از قانون است که توسط کلسن توسعه یافته است به عنوان بیانگر قواعدی که انتزاعی و به طور کلی قابل اجرا هستند، در تمام شرایط.
یک سال بعد، اشمیت از ظهور ساختارهای قدرت توتالیتر در مقاله‌اش "Die geistesgeschichtliche Lage des heutigen Parlamentarismus" (وضعیت ذهنی-تاریخی پارلمان‌داری امروز، که به عنوان بحران دموکراسی پارلمانی توسط الن کندی ترجمه شده است) حمایت کرد. اشمیت به انتقاد از شیوه‌های نهادی سیاست آزاد پرداخت و استدلال کرد که این شیوه‌ها با اعتقادی به بحث منطقی و باز بودن توجیه می‌شوند که با واقعیت سیاست پارلمانی سیاست حزبی که در آن نتایج در اتاق‌های پر از دود توسط رهبران حزبی به دست می‌آید، در تضاد است. اشمیت همچنین یک تقسیم اساسی بین دکترین لیبرال تفکیک قوا و آنچه که او ماهیت دموکراسی خود می‌داند، یعنی هویت حاکمان و محکومان، را مطرح می‌کند. اگرچه بسیاری از منتقدان اشمیت امروز، مانند استیون هولمز در آناتومی ضدلیبرالیسم، با نگاه بنیادی اقتدارگرایانه او مخالفت می‌کنند، ایده عدم سازگاری بین لیبرالیسم و دموکراسی یکی از دلایل ادامه علاقه به فلسفه سیاسی اوست.
فیلسوف ایتالیایی جورجیو آگامبن در فصل ۴ کتابش وضعیت استثنایی (۲۰۰۵)،  استدلال کرد که الهیات سیاسی اشمیت باید به عنوان پاسخی به مقاله تأثیرگذار والتر بنیامین (به سوی نقد خشونت) خوانده شود.